# Liste der Baudenkmäler in Wülfrath
Die Liste der Baudenkmäler in Wülfrath enthält die denkmalgeschützten Bauwerke auf dem Gebiet der Stadt Wülfrath im Kreis Mettmann in Nordrhein-Westfalen. Diese Baudenkmäler sind in der Denkmalliste der Stadt Wülfrath eingetragen; Grundlage für die Aufnahme ist das Denkmalschutzgesetz Nordrhein-Westfalen (DSchG NRW).

## Baudenkmäler
Die vorliegende Baudenkmäler-Liste der Stadt Wülfrath umfasst 96 Einträge. Drei Doppel(wohn)häuser mit nur einer Denkmalnummer (Nrn. 65, 69, 90) werden mit je zwei Einträgen dargestellt, die Arbeitersiedlung Rohdenhaus (Nr. 90) mit vier Einträgen. Daraus ergibt sich die Differenz zur um vier nicht mehr belegte Nummern reduzierten amtlichen Zählung (1–94).
| Bild                                      | Bezeichnung                                    | Lage                                              | Beschreibung | Bauzeit                                                                                                   | Eingetragen seit | Denkmal- nummer           |
| ----------------------------------------- | ---------------------------------------------- | ------------------------------------------------- | --- | --- | ---------------- | ------------------------- |
| weitere Bilder                            | Arbeitersiedlung Rohdenhaus (2. Bauabschnitt)  | Am Kliff 24–54                                    | | 1910-1912                                                                                                 | 26.07.2005       | 93                        |
| weitere Bilder                            | Kaiser-Wilhelm-Denkmal                         | (oberhalb von) Aprath 9                           | Denkmal zur Erinnerung an den Besuch von Kaiser Wilhelm I. in Aprath im Jahr 1877 | 1890 | 30.08.1982       | 1                         |
| weitere Bilder                            | Gut Langensiepen                               | Diakonissenweg 15                                 | Fachwerkhaus | 17./18. Jh.                                                                                               | 09.05.1983       | 2                         |
| weitere Bilder                            | zu Gut Langensiepen gehörend                   | Diakonissenweg 13                                 | Anbau, 2-geschossig mit 3 Fensterachsen, verschiefert | um 1930                                                                                                   | 09.05.1983       | 3                         |
| weitere Bilder                            | Evangelische Kirche Düssel                     | Dorfstraße 1                                      | | 1873-1876                                                                                                 | 30.08.1982       | 4                         |
| weitere Bilder                            |                                                | Dorfstraße 4                                      | Fachwerkgiebelhaus | 17./18. Jh.                                                                                               | 09.05.1983       | 5                         |
| weitere Bilder                            | Am Iser                                        | Dorfstraße 6                                      | Fachwerkhaus mit Anbau | 17./18./19. Jh.                                                                                           | 09.05.1983       | 6                         |
| weitere Bilder                            | Haus Düssel, ehem. Wasserburg                  | Dorfstraße 7                                      | | 17./18. Jh., Kern älter                                                                                   | 09.05.1983       | 7                         |
| weitere Bilder                            | Küsterhaus am Eyser                            | Dorfstraße 8                                      | 3-geschossiges Fachwerkhaus des 16. Jhs., auf dem Dach ein Glockenturmstumpf, Anbau des 17. Jhs. | 16./17. Jh.                                                                                               | 09.05.1983       | 8                         |
| weitere Bilder                            | Kath. Pfarrkirche St. Maximinus                | Dorfstraße 10                                     | 3-schiffige romanische Basilika mit quadratischem Chor und polygonaler Apsis, vorgelagerter Westturm mit hohem Helm | 12. Jh. (Langhaus), 1888/89 (Chor, Westturm)                                                              | 09.05.1983       | 9                         |
| weitere Bilder                            |                                                | Dorfstraße 6, Unterbau der Westseite des Gebäudes | Umfassungsmauer des Kirchhofes von St. Maximinus | |                  | 10                        |
| weitere Bilder                            | Wiedenhof                                      | Dorfstraße 12                                     | zweigeschossiger Winkelhof in Fachwerk und Backstein | um 1600, Portalinschrift 1787                                                                             | 12.07.1982       | 11                        |
| weitere Bilder                            | Pfarrhaus von St. Maximin                      | Dorfstraße 14                                     | 2-geschossiger Putzbau in Massivbauweise mit Satteldach | um 1860                                                                                                   | 15.08.1994       | 88                        |
| weitere Bilder                            | Ehem. Schulgebäude                             | Dorfstraße 15/17                                  | Fachwerk-Doppelhaus | 18. Jh.                                                                                                   | 09.05.1983       | 12                        |
| weitere Bilder                            |                                                | Dorfstraße 24                                     | Wohnhaus | 1867 | 09.05.1983       | 15                        |
| weitere Bilder                            |                                                | Dorfstraße 25                                     | Fachwerkhaus | |                  | 62                        |
| weitere Bilder                            |                                                | Dorfstraße 32/34                                  | Fachwerkhaus | 17./18. Jh.                                                                                               | 09.05.1983       | 13                        |
| weitere Bilder                            |                                                | Dorfstraße 36                                     | Fachwerkhaus | 18. Jh.                                                                                                   | 09.05.1983       | 14                        |
| weitere Bilder                            |                                                | Düsseler Feld                                     | Prozessionskreuz | 1762 | 09.05.1983       | 16                        |
| weitere Bilder                            | Aprather Mühle                                 | Düsseler Feld 3                                   | Bruchsteinwohnhaus | Anfang 19. Jh.                                                                                            | 09.05.1983       | 17                        |
| weitere Bilder                            |                                                | Düsseler Straße 81                                | Fachwerkhaus | 17./18. Jh.                                                                                               | 09.05.1983       | 18                        |
| weitere Bilder                            | Gut Ewalds                                     | Flandersbach 14                                   | Fachwerkhof mit Wohnstallhaus, Wirtschaftsgebäude (19. Jh.) in Backstein | 1632 | 09.05.1983       | 19                        |
| weitere Bilder                            | Gut Losenhaus                                  | Flandersbach 40                                   | Wohnstallhaus | | 09.05.1983       | 20                        |
| weitere Bilder                            |                                                | Flandersbacher Straße 75                          | Fachwerkhaus | 1773 | 09.05.1983       | 21                        |
| weitere Bilder                            | St. Petrus Canisius                            | Flandersbacher Straße 84                          | Kapelle der Arbeitersiedlung Rohdenhaus | 1926-1928                                                                                                 | 26.07.2005       | 93                        |
| weitere Bilder                            | Arbeitersiedlung Rohdenhaus (Ergänzungsbauten) | Flandersbacher Straße 85–86                       | | 1928 | 26.07.2005       | 93                        |
| weitere Bilder                            | Arbeitersiedlung Rohdenhaus, (1. Bauabschnitt) | Flandersbacher Straße 87–98                       | | 1907-1908                                                                                                 | 26.07.2005       | 93                        |
| weitere Bilder                            | Bollenberg                                     | Flehenberg 101                                    | Fachwerkhaus | 17. Jh.                                                                                                   | 24.07.1981       | 22                        |
| weitere Bilder                            |                                                | Hackestraße                                       | Dorfkern-Umfassungsmauer | | 09.05.1983       | 25                        |
| weitere Bilder                            | Hamelsschürken                                 | Hacke-/Ecke Wiedenhofer Straße                    | Fachwerkscheune, Bestandteil des ehem. Fachwerkhöfchens "Hamelsscheune" | um 1700                                                                                                   | 13.02.1986       | 82                        |
| weitere Bilder                            | Hamelsscheune                                  | Hackestraße 2                                     | ehem. Fachwerkhöfchen mit 1-geschossigem Wohnhaus und zugehöriger kleiner Fachwerkscheune "Hamelsschürken" | 18. Jh.                                                                                                   | 09.05.1983       | 23                        |
| weitere Bilder                            | Hacke                                          | Hackestraße 8                                     | Fachwerkhaus | 18. Jh.                                                                                                   | 09.05.1983       | 24                        |
| Unterste Dörnen                           | Unterste Dörnen                                | Hahnenfurther Weg 15                              | 2-geschossiges Fachwerkhaus in Ständerbauweise auf gleichmäßigem Kreuzgrundriss | frühes 18. Jh.                                                                                            | 03.01.2005       | 94                        |
| Gut Schlingensiepen                       | Gut Schlingensiepen                            | Hahnenfurther Weg 30                              | Fachwerkhaus | 18. Jh.                                                                                                   | 09.05.1983       | 26                        |
| weitere Bilder                            | Müllersgehren                                  | Heumarktstraße 1/3                                | Fachwerk-Doppelhaus mit Kreuzgiebel | 17./18. Jh.                                                                                               | 14.07.1982       | 27                        |
| weitere Bilder                            | Rosskamp                                       | Heumarktstraße 5                                  | Fachwerkhaus | 17./18. Jh.                                                                                               | 09.05.1983       | 28                        |
| Scheune (althergebrachter Name)           | Scheune (althergebrachter Name)                | Heumarktstraße 7                                  | Fachwerkhaus | 17./18. Jh.                                                                                               | 09.05.1983       | 29                        |
| weitere Bilder                            | Bleek                                          | Heumarktstraße 9                                  | Fachwerkhaus | 17./18. Jh.                                                                                               | 05.01.1982       | 30                        |
| weitere Bilder                            | Hinterhaus zu Bleek                            | Heumarktstraße 11                                 | ehem. Stall. und Scheunengebäude, heute Fachwerkwohnhaus | 17./18. Jh.                                                                                               | 05.01.1982       | 31                        |
| weitere Bilder                            | Evangelische Stadtkirche                       | Kirchplatz                                        | 3-schiffige, kreuzrippengewölbte gotische Basilika mit polygonalem Chorschluss und älterem, romanischen, flachgedeckten nördlichen Seitenschiff sowie romanischem Westturm | 11. Jh. (Turm, nördl. Seitenschiff), um 1400 (Mittelschiff, Chor), 1524 (Chorschluss, südl. Seitenschiff) | 09.05.1983       | 32                        |
| weitere Bilder                            | Op der Trapp                                   | Kirchplatz 2                                      | Fachwerkhaus | 1678 | 24.07.1981       | 33                        |
| weitere Bilder                            | Melanders                                      | Kirchplatz 3                                      | Fachwerkhaus | 17./18. Jh.                                                                                               | 09.05.1983       | 34                        |
| weitere Bilder                            | Glocke                                         | Kirchplatz 4                                      | Fachwerkhaus | 17./18. Jh.                                                                                               | 09.05.1983       | 35                        |
| weitere Bilder                            | Damenhaus                                      | Kirchplatz 5                                      | Fachwerkhaus | 17./18. Jh.                                                                                               | 06.09.1982       | 36                        |
| weitere Bilder                            | Hamels                                         | Kirchplatz 6                                      | Fachwerkhaus | 17./18. Jh.                                                                                               | 09.05.1983       | 37                        |
| Leye                                      | Leye                                           | Kirchplatz 7                                      | Wohnhaus | 17./18. Jh.                                                                                               | 13.02.1986       | 81                        |
| Aufm Keller                               | Aufm Keller                                    | Kirchplatz 8                                      | Fachwerkhaus | 17. Jh.                                                                                                   | 09-05.1983       | 38                        |
| weitere Bilder                            | Aufm Haus                                      | Kirchplatz 9                                      | Fachwerkhaus | 17. Jh.                                                                                                   | 09.05.1983       | 39                        |
| weitere Bilder                            | Scholle                                        | Kirchplatz 10                                     | Fachwerkhaus | 17. Jh.                                                                                                   | 09.05.1983       | 40                        |
| weitere Bilder                            | Große Klaus                                    | Kirchplatz 11                                     | Nachkriegsrekonstruktion, original nur der Türsturz mit der Jahreszahl 1686 | 2. Hälfte 20. Jh.                                                                                         | 09.05.1983       | 41                        |
| weitere Bilder                            | Kleine Klaus / Küsterhäuschen                  | Kirchplatz 12                                     | Fachwerkhaus | 17. Jh.                                                                                                   | 09.05.1983       | 42                        |
| Frythof                                   | Frythof                                        | Kirchplatz 13                                     | Fachwerkhaus | 17. Jh.                                                                                                   | 09.05.1983       | 43                        |
| weitere Bilder                            | Jostenhaus                                     | Kirchplatz 15                                     | Fachwerkhaus | 18. Jh.                                                                                                   | 09.05.1983       | 44                        |
| weitere Bilder                            | Hechtshaus                                     | Kirchplatz 16                                     | Fachwerkhaus | 17. Jh.                                                                                                   | 09.05.1983       | 45                        |
| weitere Bilder                            | Hillsches                                      | Kirchplatz 17                                     | Wohn- und Geschäftshaus, Fachwerk verschiefert | 17. Jh.                                                                                                   | 12.07.1982       | 46                        |
| weitere Bilder                            | Hof Kocherscheidt                              | Kocherscheidt 20                                  | Das kleinere und jüngere zweier Fachwerkhäuser, eine Denkmal-Nummer mit Kocherscheidt 21 | 1822 | 07.11.1995       | 90                        |
| weitere Bilder                            | Hof Kocherscheidt                              | Kocherscheidt 21                                  | Das größere und ältere zweier Fachwerkhäuser, eine Denkmal-Nummer mit Kocherscheidt 20 | 18. Jahrhundert                                                                                           | 07.11.1995       | 90                        |
| weitere Bilder                            | Scheune Rehfuß                                 | Koxhof                                            | Bruchsteinscheune | 19. Jh.                                                                                                   | 25.05.2002       | 92                        |
| weitere Bilder                            | Stippelsmühle                                  | Koxhof 11                                         | erste am Lauf der Düssel gelegene Wassermühle | 1774 | 09.05.1983       | 47                        |
| weitere Bilder                            |                                                | Koxhof 42 (vorher 16/18)                          | Wohnhaus, zuletzt erbaute und einzig verbliebene Seite eines ehem. Vierseithofes | Mitte 19. Jh.                                                                                             | 25.01.1983       | 48                        |
| weitere Bilder                            | Fabrikgebäude Herminghaus                      | Mettmanner Straße 42                              | Backstein-Fabrikgebäude | 1861/62                                                                                                   | 09.05.1983       | 49                        |
| weitere Bilder                            | Gut Hugenhaus                                  | Nord-Erbach 18                                    | Wohnstallhaus | | 09.05.1983       | 50                        |
| weitere Bilder                            | Gut Schwingenhaus                              | Nord-Erbach 21                                    | Wohnstallhaus, angesetzt an inkludierten spätmittelalterlichen Steingaden (Wehr- und Speicherbau) | 17./18. Jh.                                                                                               | 24.07.1981       | 51                        |
| weitere Bilder                            | Gut Frickenhaus                                | Nord-Erbach 25                                    | 2-geschosssiges Wohnhaus mit inkludierten spätmittelalterlichen Resten eines Steingadens (Wehr- und Speicherbau) | 17./18. Jh.                                                                                               | 09.05.1983       | 52                        |
| weitere Bilder                            | Gut Kotthaus                                   | Nord-Erbach 50                                    | Fachwerkhaus | 18. Jh.                                                                                                   | 09.05.1983       | 55                        |
| weitere Bilder                            | Gut Huppenkothen                               | Nord-Erbach 52                                    | Wohnstallhaus | 18. Jh.                                                                                                   | 09.05.1983       | 56                        |
| weitere Bilder                            | Gut Groß-Hohdahl                               | Nord-Erbach 74                                    | Fachwerk-Winkelhaus, der kürzere Flügel mit auf Knaggen ruhendem, vorkragenden Obergeschoss | um 1600                                                                                                   | 09.05.1983       | 58                        |
| „Gut Bölkum“, Gutsanlage der 1920er Jahre | „Gut Bölkum“, Gutsanlage der 1920er Jahre      | Oberdüssel 1                                      | Industriellenvilla mit Parkanlage, errichtet auf dem Gelände des ehem. Hofes "Bölkum" | 1920–22                                                                                                   | 28.12.1998       | 91                        |
| weitere Bilder                            |                                                | Parkstraße 14                                     | Jugendstil-Schulgebäude | 1913 | 09.05.1983       | 59                        |
| weitere Bilder                            |                                                | Schlupkothen 5                                    | 1-geschossiges Fachwerkhaus mit Anbau unter Dachschleppe | 1./18. Jh.                                                                                                | 09.05.1983       | 60                        |
| weitere Bilder                            | Im alten Schwanen                              | Schwanenstraße 2                                  | Eckhaus zur Wilhelmstraße | 17. Jh, Fassade 19. Jh.                                                                                   | 09.05.1983       | 61                        |
| weitere Bilder                            | Linde                                          | Schwanenstraße 7                                  | 2-geschossiges Fachwerkhaus mit rückwärtigem Anbau | spätes 17. Jh., Anbau 19. Jh.                                                                             | 07.06.1994       | 86                        |
| weitere Bilder                            | Steinenhaus                                    | Schwanenstraße 12                                 | 2-geschossiges Gebäude in Bruchstein-Massivbauweise mit z.T. spätmittelalterlicher Bausubstanz | | 30.01.1995       | 89                        |
| weitere Bilder                            | Villa Herminghaus                              | Stiftstraße 24                                    | 2-geschossige Villa mit Walmdach und anschließenden Wirtschaftsgebäuden in einer Parkanlage | spätes 19. Jh.                                                                                            | 18.08.1994       | 87                        |
| weitere Bilder                            | Gut Holz                                       | Unterdüssel 17                                    | Fachwerkhaus | 18./19. Jh.                                                                                               | 09.05.1983       | 63                        |
| weitere Bilder                            | Gut Brühl                                      | Voisberger Weg 13                                 | Fachwerkhaus | 17. Jh.                                                                                                   | 12.07.1982       | 64                        |
| weitere Bilder                            | Hintzenhaus                                    | Wiedenhofer Straße 5                              | eine Denkmal-Nummer mit Wiedenhofer Straße 7, gemeinsam ein 2-geschossiges Schiefer-Doppelhaus | 18./19. Jh.                                                                                               | 09.05.1983       | 65                        |
| weitere Bilder                            | Hintzenhaus                                    | Wiedenhofer Straße 7                              | eine Denkmal-Nummer mit Wiedenhofer Straße 5, gemeinsam ein 2-geschossiges Schiefer-Doppelhaus | 18./19. Jh.                                                                                               | 09.05.1983       | 65                        |
| weitere Bilder                            | Auf der Mauer                                  | Wiedenhofer Straße 11                             | Fachwerkhaus | 1678 | 09.05.1983       | 66                        |
| weitere Bilder                            | ehem. Rathaus                                  | Wilhelmstraße 76                                  | Villa, ehem. Rathaus | 1888 | 09.05.1983       | 67                        |
| weitere Bilder                            | Postamt                                        | Wilhelmstraße 80/82                               | | 2. Hälfte 19. Jh.                                                                                         | 09.05.1983       | 68                        |
|                                           |                                                | Wilhelmstraße 88                                  | 2½-geschossige Villa | 19. Jh.                                                                                                   | 22.12.1993       | 85                        |
| weitere Bilder                            | Auf dem Ufer                                   | Wilhelmstraße 128                                 | Fachwerkhaus | 2. Hälfte 17. Jh.                                                                                         | 07.03.1989       | 84                        |
| weitere Bilder                            | Zur Deutschen Flotte                           | Wilhelmstraße 133                                 | eine Denkmal-Nummer mit Wilhelmstraße 135 | Mitte 19. Jh.                                                                                             | 09.05.1983       | 69                        |
| weitere Bilder                            | Zur Deutschen Flotte                           | Wilhelmstraße 135                                 | eine Denkmal-Nummer mit Wilhelmstraße 133 | Mitte 19. Jh.                                                                                             | 09.05.1983       | 69                        |
| weitere Bilder                            | Anker                                          | Wilhelmstraße 155                                 | verschiefertes Fachwerkhaus | 17./18. Jh.                                                                                               | 09.05.1983       | 70                        |
| weitere Bilder                            | Anker                                          | Wilhelmstraße 157                                 | verschiefertes Fachwerkhaus | 1. Hälfte 19. Jh.                                                                                         | 09.05.1983       | 71                        |
| weitere Bilder                            | Zum goldenen Engel                             | Wilhelmstraße 159                                 | verschiefertes Fachwerkhaus, erbaut als ev. Pfarrhaus | 1787 | 09.05.1983       | 72                        |
| weitere Bilder                            | Metzenhaus                                     | Wilhelmstraße 161                                 | | Anfang 19. Jh.                                                                                            | 09.05.1983       | 73                        |
| weitere Bilder                            | Kitzenhaus                                     | Wilhelmstraße 163                                 | verschiefertes Fachwerkhaus | 17. Jh.                                                                                                   | 09.05.1983       | 74                        |
| weitere Bilder                            | Ardes                                          | Wilhelmstraße 165                                 | verschiefertes Fachwerkhaus | 18./19. Jh.                                                                                               | 09.05.1983       | 75                        |
| weitere Bilder                            | Weinhaus                                       | Wilhelmstraße 167                                 | 3-geschossiges, stumpfwinkliges, verschiefertes Eckhaus | 17./18. nJh., Fassade 2. Hälfte 19. Jh.                                                                   | 09.05.1983       | 76                        |
| weitere Bilder                            | Schwinge                                       | Wilhelmstraße 169                                 | 3-geschossiges Wohn- und Geschäftshaus mit einem 'Loew' genannten Durchlass zur Hackestraße und zum Kirchplatz | 2. Hälfte 19. Jh.                                                                                         | 09.05.1983       | 77                        |
| weitere Bilder                            | Schmittges                                     | Wilhelmstraße 171                                 | verschiefertes Fachwerkhaus | Anfang 19. Jh.                                                                                            | 09.05.1983       | 78                        |
| weitere Bilder                            | Im schwarzen Pferd                             | Wilhelmstraße 179                                 | verschiefertes Fachwerkhaus | 17. Jh., Fassade 2. Hälfte 19. Jh.                                                                        | 17.12.1982       | 79                        |
| weitere Bilder                            | Osterporten                                    | Zur Loev 25                                       | Fachwerk-Giebelhaus | 17. Jh.                                                                                                   | 09.05.1983       | 80                        |
| Ortskern Wülfrath                         | Ortskern Wülfrath                              |                                                   | Wülfrath, wohl im Frühmittelalter als Einzelhof gegründet, hat sich in den nachfolgenden Jahrhunderten zu einem Bauern- und Handwerkerdorf weiterentwickelt. Die Stadtkirche war dabei Ausgang der Ortsbildung. Wie in anderen Städten des niederbergischen Landes ist der Kirchplatz kreisrund mit altbergischen Giebelhäusern umstellt. Um ihn herum über den Nordhang hinweg, hauptsächlich an der Wilhelmstraße, entwickelte sich bis zum 19. Jh. der Ortskern aus altbergischen Häusern. Die Ausweisung des Denkmalbereiches dient dem Schutz des Stadtgrundrisses, der Erhaltung der Parzellenstruktur und der bergischen Wohngebäude mit ihren typischen Architekturdetails. | | November 1985    | Denkmalbereich Stadtmitte |
| Dorf Düssel                               | Dorf Düssel                                    |                                                   | Düssel ist ein Haufendorf in einer Mulde des Düsselbachs am Übergang der Rheinebene zum Bergischen Land. Der Ort hat sich aus einem 1182 erstmals erwähnten Fronhof, dem späteren Haus Düssel, entwickelt. Der Ort besteht aus etwa 40 Baukörpern, von denen nahezu die Hälfte denkmalwerte oder aus historischen Gründen erhaltenswerte Substanz aufweist. Der Denkmalbereich umfasst den Ort mit seiner topografischen Einbindung und hat zum Ziel, die Ortsidentität durch die Erhaltung der dörflichen Strukturen zu bewahren. | | 1996             | Denkmalbereich Düssel     |

## Ausgetragene Baudenkmäler
| Bild | Bezeichnung  | Lage           | Beschreibung | Bauzeit     | Eingetragen seit | Denkmal- nummer |
| ---- | ------------ | -------------- | --- | ----------- | ---------------- | --------------- |
|      | Gut Püttbach | Nord-Erbach 46 | Das Denkmal musste (wohl zwischen 2016 und 2019) der Erweiterung des Kalksteinbruchs Silberberg weichen und existiert nicht mehr. | 17./18. Jh. | 09.05.1983       | 53              |
|      | Gut Beek     | Nord-Erbach 48 | Das Denkmal musste (wohl zwischen 2016 und 2019) der Erweiterung des Kalksteinbruchs Silberberg weichen und existiert nicht mehr. | 1811        | 09.05.1983       | 54              |